# Cañón antitanque APX Modelo 1937 25 mm
El APX Modelo 1937 25 mm, o Canon de 25 mm semi-automatique modèle 1937, era un cañón antitanque francés que fue empleado en los primeros años de la Segunda Guerra Mundial.  

## Diseño
El APX Modelo 1937 25 mm era una versión aligerada y alargada del Hotchkiss 25 mm. El Modelo 1937 fue diseñado y producido por Puteaux, pesando 310 kg respecto a los 480 kg del Hotchkiss 25 mm. Su cañón también era 125 mm más largo que el Hotchkiss 25 mm.
Los dos cañones estaban destinados a distintos usuarios y modos de transporte. El Hotchkiss 25 mm estaba destinado para las unidades motorizadas y sería remolcado por vehículos automotores, mientras que el APX Modelo 1937 25 mm estaba destinado a las unidades de infantería y sería remolcado por caballos. Ambos cañones tenían un pobre desempeño antiblindaje, perforando 40 mm de blindaje a 400 m de distancia; incluso siendo sencillos de emplear, ambos tenían una construcción muy ligera y eran poco durables.

## Usuarios
- Francia: Empleó una cantidad desconocida durante la Segunda Guerra Mundial.
- Alemania nazi: Empleó varios cañones capturados con la designación 2,5 cm Panzerabwehrkanone 113(f), armando las fortificaciones del Muro atlántico en Francia y las islas del Canal ocupadas.[1]
- España: Alemania le vendió 150 APX Modelo 1937 25 mm en 1943.[3]
- Finlandia: Compró 50 cañones franceses APX M/37 de 25 mm durante la Guerra de Invierno a través de Aladar Paasonen, pero solamente 40 de estos fueron suministrados en febrero de 1940 a través de Noruega. Los diez cañones restantes fueron capturados por los alemanes cuando invadieron Noruega en la primavera de 1940. Casi la mitad de los cañones que llegaron durante la Guerra de Invierno fueron empleados en primera línea, tres de estos siendo destruidos en combate. Durante la Paz interina, los alemanes vendieron 200 cañones capturados a Finlandia. De estos, 133 eran modelo M/34 y 67 eran modelo M/37, siendo designados 25 PstK/34 y 25 PstK/37, respectivamente, además de ser apodados Marianne.[4] Fueron empleados en la Guerra de Continuación, hasta ser retirados de la primera línea hacia 1943.[5]
- Rumania[6]

## Galería

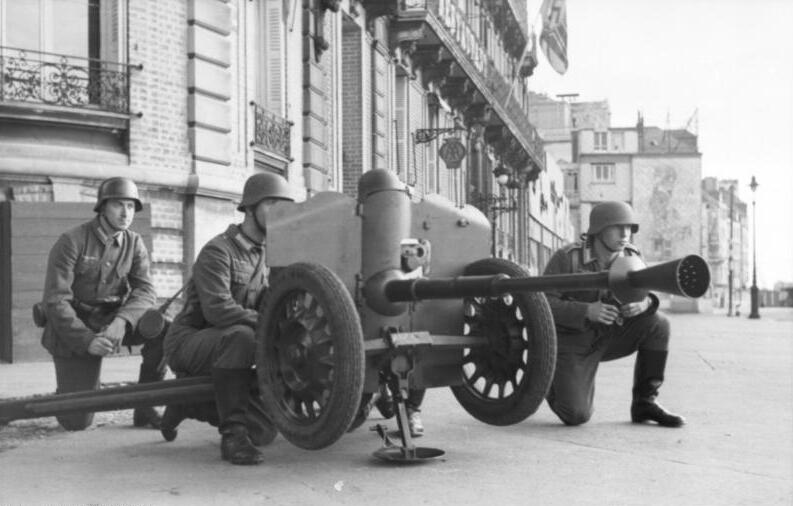
Artilleros alemanes con un 2,5 cm Panzerabwehrkanone 113(f) en el norte de Francia, 21 de junio de 1942.
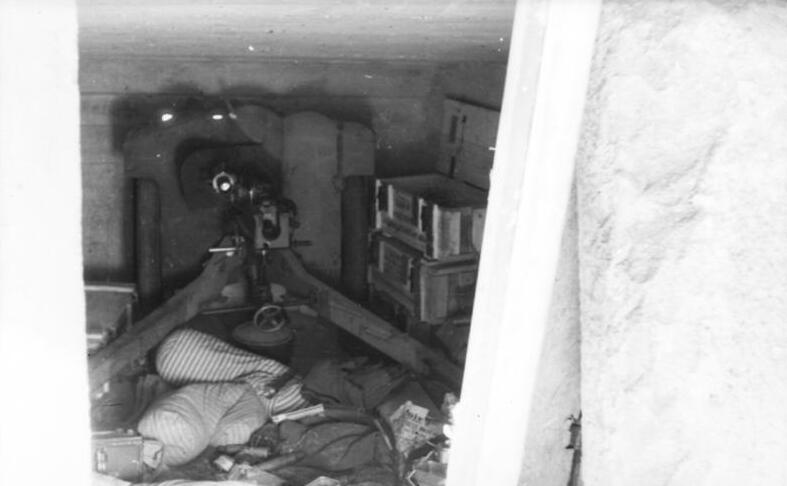
Un 2,5 cm Panzerabwehrkanone 113(f) como armamento de una fortificación alemana.
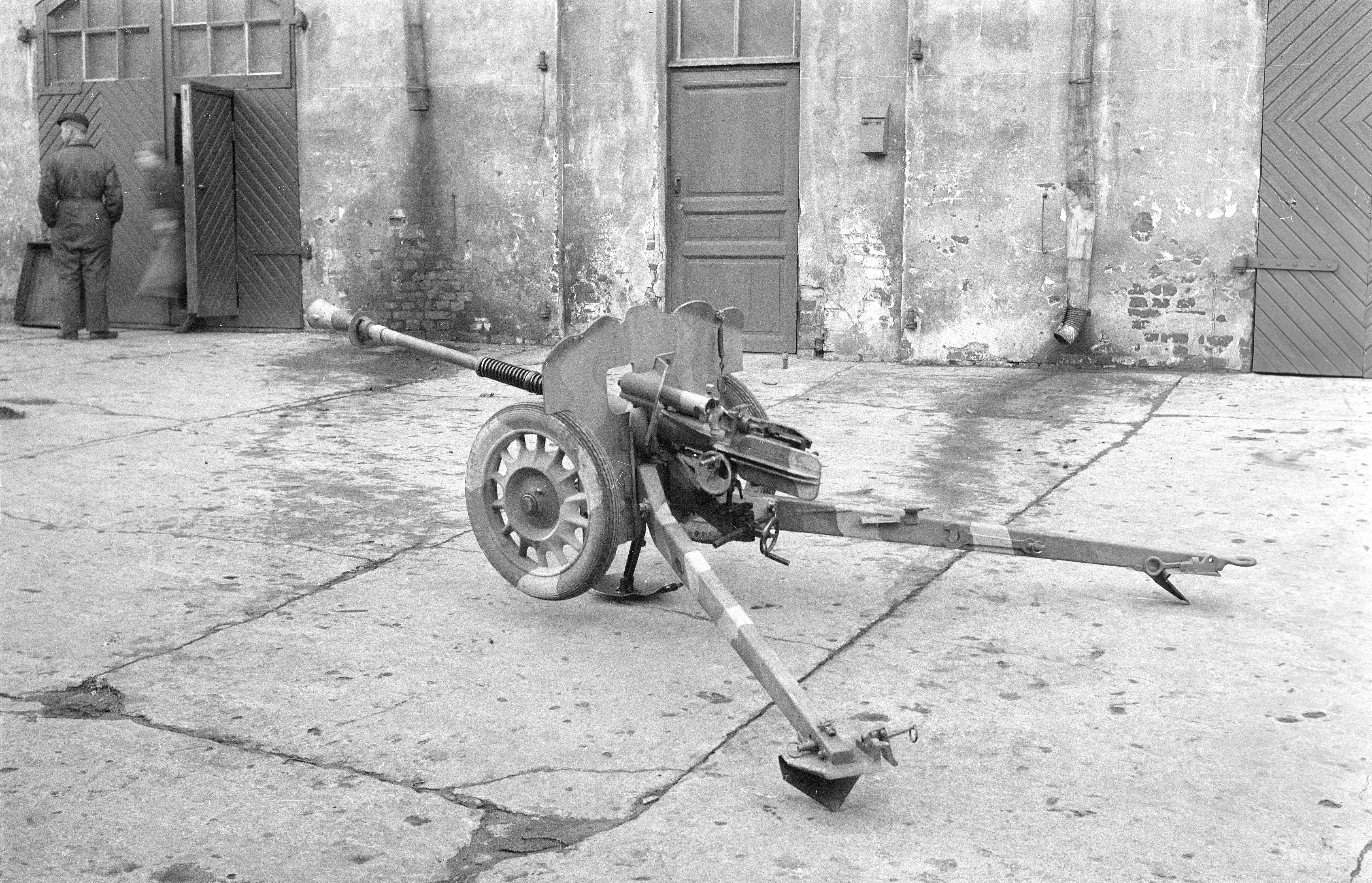
Un 25 PstK37 finlandés, 16 de noviembre de 1942.
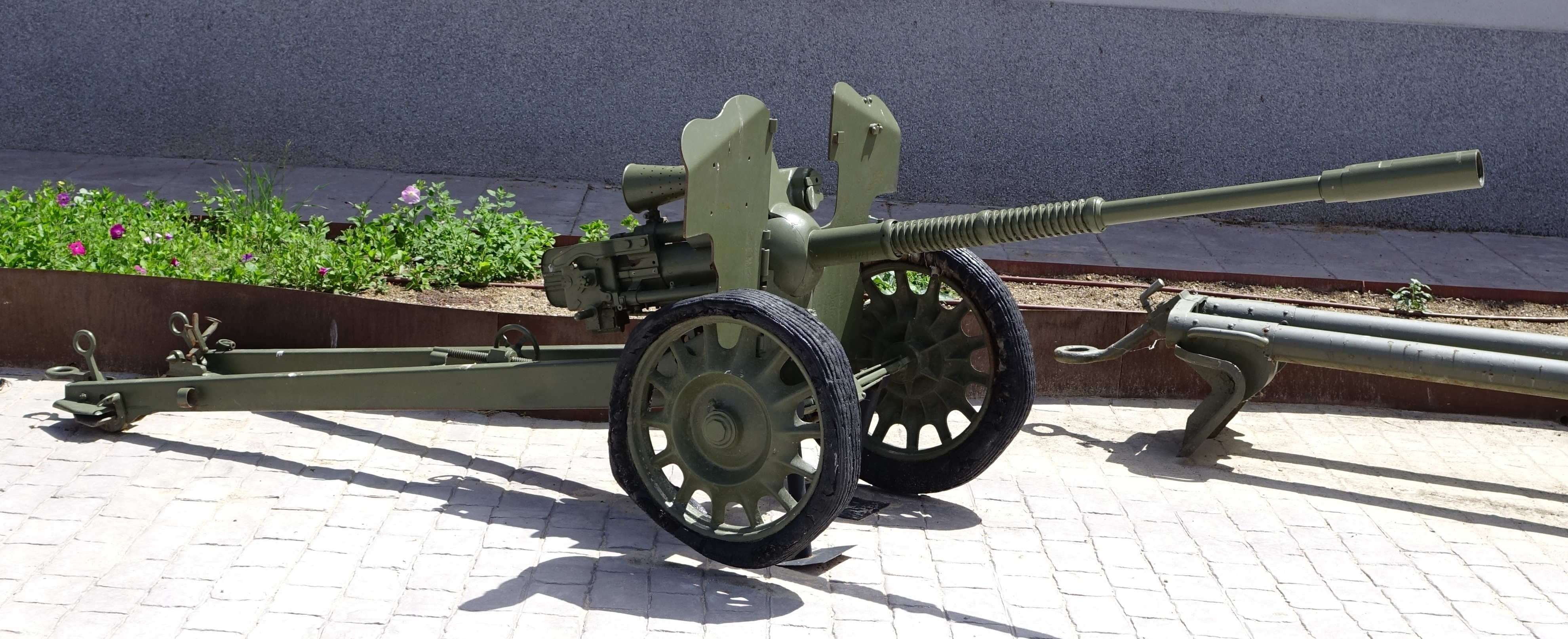
APX Modelo 1937 25 mm español.